# Mina 3
Mina 3 es una localidad del departamento Güer Aike en la provincia de Santa Cruz, República Argentina.
La localidad nació con los comienzos de la explotación minera del carbón en ese sector de la provincia.

## Población
Cuenta con 27 habitantes (Indec, 2010), de los cuales 9 son mujeres y 18 son hombres; lo que representa un descenso del 62% frente a los 71 habitantes (Indec, 2001) del censo anterior.
| Gráfica de evolución demográfica de Mina 3 entre 1991 y 2013 |
|                                                              |
| Fuente: Censos nacionales del INDEC                          |

| Gráfico de la distribución de la población de Mina 3 según grupos de edad                                                                                  |
| --- |
| |
| |
| Fuente: «INDEC. Población de ciudades de Santa Cruz según edad». Archivado desde el original el 4 de marzo de 2016. Consultado el 11 de diciembre de 2013. |